# Åke Noring
Åke Noring, född 1966, är en musiker som har spelat i en mängd punkband genom åren, men nog är mest känd som basist i Rolands Gosskör, dit han värvades ur publiken några minuter innan en spelning i Täby. Han var med i bandet till nedläggningen 1986. Noring har även spelat gitarr i ett punkband som hette Ingenting och trummor i Fiska med Thorwald. Han bidrog tidvis med bas och körsång i Coca Carola, bland annat på singeln Inbördes beundran från 1994, som nådde 37:e plats på svenska singellistan.
Noring och Conny Melkersson (också från Rolands Gosskör) bildade 1994 Poets Republic, vilket resulterade i ett antal konserter i Stockholm och en demo på fem låtar. Därefter spelade han i bland annat Roger Karlsson band. 2013 bildade Noring gruppen Fabriken tillsammans med tidigare bandkollegan (från Rolands Gosskör och Coca Carola) Curre Sandgren.
Noring har gjort omslagen till flera skivor, bland andra samlingsalbumet Sista dansen med låtar av Rolands Gosskör och Asta Kask från 1995, samt flera av Coca Carolas skivor.